# Phlegra theseusi
Phlegra theseusi är en spindelart som beskrevs av Dmitri Viktorovich Logunov 200. Phlegra theseusi ingår i släktet Phlegra och familjen hoppspindlar. Inga underarter finns listade i Catalogue of Life.